# 第38回日劇學院賞
←第37回 - 第38回 - 第39回→
第38回日劇學院賞，針對2003年7月到9月在日本播出的連續劇做出投票與評比。

## 得獎名單

### 最優秀作品賞
1. 小孤島大醫生
2. 五個撲水的少年
3. 西瓜

- 讀者票：1.前男友；2.小孤島大醫生；3.我的蹺佳人
- 記者票：1.小孤島大醫生；2.五個撲水的少年；3.西瓜
- 評審票：1.小孤島大醫生；2.五個撲水的少年；3.西瓜

### 主演男優賞
1. 吉岡秀隆（小孤島大醫生）
2. 山田孝之（五個撲水的少年）
3. 堂本剛（前男友）

- 讀者票：1.堂本剛（前男友）；2.吉岡秀隆（小孤島大醫生）；3.瀧澤秀明（我的蹺佳人）
- 記者票：1.吉岡秀隆（小孤島大醫生）；2.山田孝之（五個撲水的少年）；3.本木雅弘（幸福的王子）
- 評審票：1.吉岡秀隆（小孤島大醫生）；2.山田孝之（五個撲水的少年）；3.本木雅弘（幸福的王子）

### 主演女優賞
1. 菅野美穗（大奧）
2. 柴咲幸（小孤島大醫生）
3. 小林聰美（西瓜）

- 讀者票：1.菅野美穗（大奧）；2.柴咲幸（小孤島大醫生）；3.小林聰美（西瓜）
- 記者票：1.菅野美穗（大奧）；2.小林聰美（西瓜）；3.柴咲幸（小孤島大醫生）
- 評審票：1.柴咲幸（小孤島大醫生）；2.小林聰美（西瓜）；3.友坂理惠（西瓜）

### 助演男優賞
1. 森山未來（五個撲水的少年）
2. 時任三郎（小孤島大醫生）
3. 渡部篤郎（幸福的王子）

- 讀者票：1.森山未來（五個撲水的少年）；2.時任三郎（小孤島大醫生）；3.天野博之（前男友）
- 記者票：1.森山未來（五個撲水的少年）；2.時任三郎（小孤島大醫生）；3.渡部篤郎（幸福的王子）
- 評審票：1.森山未來（五個撲水的少年）；2.泉谷茂（小孤島大醫生）；3.小林薰（小孤島大醫生）

### 助演女優賞
1. 廣末涼子（前男友）
2. 長谷川京子（我的蹺佳人）
3. 市川實日子（西瓜）

- 讀者票：1.廣末涼子（前男友）；2.長谷川京子（我的蹺佳人）；3.菅野美穂（幸福的王子）
- 記者票：1.廣末涼子（前男友）；2.市川實日子（西瓜）；3.長谷川京子（我的蹺佳人）
- 評審票：1.淺丘琉璃子（西瓜）；2.長谷川京子（我的蹺佳人）；3.市川實日子（西瓜）、鈴木杏（Stand UP!!）

### 其他
- 主題歌賞：中島美雪：銀の龍の背に乗って（小孤島大醫生）
- 新人俳優賞：石井智也（五個撲水的少年）
- 最佳服裝賞：長谷川京子（我的蹺佳人）
- 腳本賞：吉田紀子（小孤島大醫生）
- 監督賞：中江功、小林和宏、平井秀樹（小孤島大醫生）
- 劇中音樂賞：小孤島大醫生
- 卡司賞：小孤島大醫生
- 片頭賞：富士川祐輔（五個撲水的少年）
- 特別賞：水上芭蕾隊（五個撲水的少年）